# Hermann Kunath
Ernst Hermann Kunath (* 5. März 1846 in Dresden; † 19. Dezember 1907 ebenda) war ein deutscher Politiker (Konservativer Landesverein in Sachsen) sowie Metallwaren- und Maschinenfabrikant.

## Leben und Wirken
Er war der Sohn des Schneidermeisters Friedrich Ernst Kunath und dessen Ehefrau Ernestine Christiane Amalie geborene Harfeld. 
Kunath war Metallwaren- und Maschinenfabrikant; Geschäftsführer der Eisengießerei Epperlein & Co. GmbH und Stadtrat in Dresden. 1905 wurde er im Wahlbezirk 5 in Dresden für den Konservativen Landesverein in Sachsen in die Zweite Kammer des sächsischen Landtag gewählt. 1907 erfolgte seine Wiederwahl, durch Tod schied er bereits im Dezember aus diesem wieder aus.
Zuletzt wohnte er in de Kunzstraße in Dresden.